# مائوریتسیو کوستانتسو
مائوریتسیو کوستانتسو (ایتالیایی: Maurizio Costanzo؛ زادهٔ ۲۸ اوت ۱۹۳۸ - ۲۴ فوریۀ ۲۰۲۳) بازیگر، کارگردان فیلم، فیلم‌نامه‌نویس و مجری تلویزیون، روزنامه‌نگار اهل ایتالیا است.
در ۱۴ مه ۱۹۹۳، کوستانتسو که از بازداشت رئیس مافیای سیسیل، سالواتوره رینا ابراز خوشحالی کرده بود، هنگام رانندگی در خیابان‌های رم نزدیک بود بر اثر انفجار بمب کشته شود؛ در این حادثه ۲۳ نفر زخمی شدند. کوستانتسو «عامل ارتباطات» (مشاور زیبایی‌شناسی و بلاغت برای حضورهای عمومی) بسیاری از رهبران سیاسی ایتالیا بود. وی مدتی استاد دانشگاه نیکلا کوزانو بود.
از فیلم‌ها یا مجموعه‌های تلویزیونی که وی در آن‌ها نقش داشته‌است، می‌توان به از دیدار مجدد شما خوشحالم، عشاق و دیوانگان، یک روز بخصوص و خانه‌ای با پنجره‌های خندان اشاره نمود.